# The Wolf Among Us
The Wolf Among Us es un videojuego de aventura gráfica basada en la serie de historietas Fables de Bill Willingham. Fue desarrollada y publicada por Telltale Games y distribuida por Vertigo y Warner Bros. Games. El videojuego está muy acorde al universo de la historieta y consiste de cinco episodios. El protagonista del juego es Bigby Wolf.
Las versiones para Windows y Xbox 360 se liberaron el 11 de octubre de 2013, para OS X el 14 de octubre de 2013, para PlayStation 3 el 15 de octubre de 2013 en América del Norte y el 16 de octubre de 2013 en Europa y Australia, para PlayStation Vita se estrenó el 4 de noviembre de 2014 y para dispositivos Android y Apple (IOS) el 4 de diciembre de 2013.
En julio de 2017, Telltale anunció que una segunda temporada de The Wolf Among Us fue programada para lanzarse en 2018. Sin embargo, Telltale eventualmente tuvo que cerrar por razones financieras en 2018, con sus activos siendo adquiridos por LCG Entertainment. Uno de los primeros juegos originales de esta nueva compañía, que trabaja bajo el nombre de Telltale Games, será una secuela de The Wolf Among Us, titulada The Wolf Among Us 2, que fue anunciada en diciembre de 2019.

## Sinopsis
The Wolf Among Us está situado en el año 1986, décadas antes de los eventos de la primera edición de Fábulas. Durante años, muchas de las tierras mágicas y místicas descritas en el mito, la leyenda y el folclore (conocidas coloquialmente como "las tierras natales") han sido ocupadas por un tirano enigmático conocido solo como el Adversario. Para escapar de los ejércitos merodeadores y el régimen totalitario del Adversario, muchas criaturas y personajes conocidos como "fábulas" huyeron a la tierra mundana y crearon un enclave conocido como Villa Fábula en la América colonial, ahora situada en la Manhattan actual. Para enmascarar su presencia de los humanos nativos (denominados "mundis") todas las fábulas no humanas tienen que comprar un encantamiento conocido como un "espejismo" (Glamours), que permite que parezcan humanos, o ser reubicados en una comunidad rural conocida como "La Granja ". El Lobo Feroz reformado, Bigby Wolf (con la voz de Adam Harrington), es el sheriff de Villa Fábula y es responsable de ocultar a la comunidad del resto del mundo y hacer cumplir sus leyes.

### Personajes
El jugador-protagonista de The Wolf Among Us es Bigby Wolf, anteriormente el Lobo Feroz. Él es el sheriff de Villa Fábula, trabajando actualmente en la "Oficina de Negocios" a las órdenes del alcalde interino Ichabod Crane, ayudado por Blancanieves y su espejo mágico en su investigación, junto con la ayuda de Bufkin, el mono alado que gestiona los registros de Villa Fábula. Barba Azul también trabaja en la Oficina, aunque sus motivos no son claros. Bigby reside en los apartamentos del Bosque, donde está permitiendo actualmente que Colin (uno de los tres cerditos) se quede con él después de derrumbar a soplidos la casa del cerdo. La Bella y la Bestia también son residentes del Bosque, aunque actualmente luchan con un matrimonio con problemas. Una de las fábulas que contacta con frecuencia es el Sr. Sapo y su hijo SJ (Sapo Jr.), que viven en un edificio de apartamentos decadente cercano.
A medida que el juego se abre, al jugador se le presenta al Leñador que vive en el mismo edificio que el Sr. Sapo, y Faith y el Príncipe Lawrence, personajes de las fábulas Bestia peluda y Piel de asno. Parados en el camino de Bigby están Dee y Dum Tweedle, matones gemelos que trabajan para un agente desconocido. Bigby también se encuentra con Holly, una troll que dirige el bar Trip Trap, y Grendel, un borracho de allí. El segundo episodio introduce a Georgie Porgie, el dueño del club de striptease Pudín y Pastel y el proxeneta de Faith, junto con dos de sus bailarinas: Nerissa, la antigua sirenita y Vivian, y Juan el listo, el portero del club. El tercer episodio introduce a la Sangrienta Mary como un agente del Hombre Torcido y la Tía Hojaverde, una bruja malvada que vende ilegalmente espejismos baratos en el mercado negro para las fábulas que no pueden pagar los espejismos en el Piso 13. El cuarto episodio introduce al Diablo de Jersey, el gerente de la tienda "El empeño suertudo" y Johann el carnicero, el antiguo dueño de la carnicería "El corte superior" y desde entonces ha sido obligado a salir por los secuaces del Hombre Torcido.

### Argumento
Nótese que las descripciones de la trama de abajo pueden cambiar en función de las elecciones del jugador hechas en el juego.
Bigby, el sheriff de Villa Fábula, salva a una joven prostituta de un leñador ebrio. Él la acompaña a un lugar seguro y antes de irse, ella le dice a Bigby que no es tan malo como todo el mundo dice que es.
Al día siguiente, Bigby se sorprende al encontrar la cabeza de la mujer dejada en la puerta de los Bosques. Las pistas dejadas con la cabeza la identifican como Faith, una fábula de Bestia peluda. Ichabod Crane le ordena a él y Blancanieves que investiguen su muerte. Se dirigen al apartamento que compartía con su esposo, el Príncipe Lawrence, y encuentran a los Tweedles, Dee y Dum, husmeando y huyendo cuando los dos se acercan. Descubren de Lawrence que luchaban por sobrevivir y Faith se abocó a la prostitución para ayudar a pagar las cuentas. Bigby deja a Nieves en los Bosques mientras él continúa buscando pistas. Cuando regresa, encuentra los Bosques rodeados por la policía mundana y la cabeza de Nieves apoyada en los escalones del edificio. Bigby es llevado para ser interrogado.
Crane ayuda a Bigby a borrar el incidente de las mentes de la policía. Cuando regresan, se sorprenden al descubrir que Nieves sigue viva; se muestra que la cabeza era disfrazada por un espejismo barato del mercado negro, y pertenece a Lily, la hermana de Holly. Bigby rastrea las conexiones de Lily a un club de estriptis de mala calidad a cargo de Georgie Porgie, pero Georgie alega su inocencia. Una de sus otras prostitutas, Nerissa, habla crípticamente, y le suelta pistas a Bigby sobre una habitación de un hotel cercano. Bella se une a Bigby al entrar en la habitación, encontrando la sangre de Lily en la cama, y evidencia fotográfica de Crane involucrado en actos sexuales con Lily. Bigby se abre camino al funeral de Lily y le cuenta a Nieves sobre los actos sexuales de Crane con Lily disfrazada para verse como ella. Ellos corren de vuelta a los Bosques para encontrar que Crane se ha ido, y el Espejo Mágico, que podría haber revelado su ubicación, destrozado con un fragmento faltante.
Bigby sigue un rastro de pistas sobre el paradero de Crane hasta el apartamento de la Tía Hojaverde, una de las brujas que hacen los espejismos del mercado negro. Cuando Bigby y Nieves amenazan con destruir el árbol que necesita para hacerlos, Hojaverde pide perdón y los dirige a los dos de vuelta al club de Georgie. Asaltando el club, encuentran a Crane tratando de esconderse en la parte de atrás. Nieves se da cuenta de que las acciones de Crane no son las de un asesino, y los dos convencen a Crane de regresar para ser interrogado. En el camino, son detenidos por el Hombre Torcido y sus agentes, los Tweedles y Mary la Sanguinaria. Mary y los Tweedles obligan a Bigby a convertirse en hombre lobo, y se desata una pelea. Cuando Mary hiere a Bigby con una bala de plata, Nieves interviene para detener la pelea y entrega voluntariamente a Crane.
De vuelta en los Bosques, Bigby se cura, mientras que Nieves, ahora actuando como alcalde interino, afirma que todas las fábulas que no pueden permitirse espejismos oficiales deben ser enviados de vuelta a la Granja. Bigby lucha por encontrar pistas cuando aparece Nerissa, pero de nuevo es críptica en sus maneras. Bigby se da cuenta de que el listón que lleva le impide decir la verdad. Nerissa consigue convencer a Bigby de escuchar los problemas de la Bella y la Bestia, descubriendo que los dos, como muchos otros, hacen tareas cuestionables para el Hombre Torcido, a cambio de seguridad financiera. Bigby viaja a los lugares mencionados por la Bestia, y encuentra evidencia del círculo de espejismos en el mercado negro y la presencia de Crane, así como el fragmento del espejo que falta. El espejo revela a Mary poniendo a Crane en un vuelo al extranjero para que no hablara, así como la próxima ubicación de la puerta hacia el reino del Hombre Torcido, que se mueve sobre la ciudad.
Bigby entra en el reino del Hombre Torcido solo, encontrándose con él y sus agentes, que han estado esperándolo. El Hombre Torcido explica que la situación es todo un malentendido por Georgie, a quien le había pedido solo que haga frente a un problema interno, pero Georgie afirma que el Hombre Torcido le dijo que matase a las mujeres. Una lucha sobreviene, que termina con el Hombre Torcido y Mary escapando juntos, y un Georgie apuñalado fatalmente huyendo con Vivian. Siguiendo a Vivian al club, ella explica que el Hombre Torcido y Georgie estaban actuando para detener un plan encabezado por Faith con las otras prostitutas. Vivian se revela como la chica con el listón alrededor de su cuello y, habiendo hecho copias de su listón, atrapó a chicas como Faith, Lily, y Nerissa para Georgie garantizando al mismo tiempo su silencio. Lamentando sus acciones, Vivian procede a desatar su listón, rompiendo el hechizo pero cortándose la cabeza como costo. Un Georgie arrepentido con su último aliento le dice a Bigby que probablemente pueda encontrar al Hombre Torcido en una fundición fuera de la ciudad.
Cuando Bigby llega a la fundición, Mary aparece y se duplica a sí misma para ganar tiempo. Bigby se transforma plenamente en el Lobo Feroz para luchar contra ella, y mata a Mary después de despachar a todos sus duplicados. Bigby luego enfrenta al Hombre Torcido y lo arrincona en una oficina, donde exige un juicio justo en los Bosques. El jugador puede concederle al Hombre Torcido el juicio o matarlo en el acto, pero de cualquier manera lo trae al Pozo Encantado en la Oficina de Negocios para relatar los eventos con Blancanieves, Barba Azul, y las fábulas reunidas de los Bosques. Bigby y Nieves se ven obligados a defender sus acciones frente a los reclamos de las fábulas y del Hombre Torcido (si está vivo). Bigby revela las confesiones de Vivian y de Georgie con respecto a la participación del Hombre Torcido, pero es considerado poco fiable ya que Bigby es el único testigo vivo. Nerissa aparece y, liberada de su listón, revela que ella y otras cinco mujeres escucharon al Hombre Torcido ordenando los asesinatos. Sus testimonios son considerados suficientes para creer que Bigby hizo lo correcto. Si el Hombre Torcido fue perdonado en la fundición, el jugador tiene la opción de cómo realizar el castigo del Hombre Torcido, ya sea decapitandolo, lanzándolo en el Pozo Encantado, o hacer que lo transformen en un cuervo sin voz para ser llevado a la Granja.
En el epílogo, Nieves y Barba Azul lidian con las consecuencias de las acciones del Hombre Torcido, mientras que Bigby se despide de las fábulas que son llevadas de vuelta a la granja. Después, él se encuentra con Nerissa, que sigue adelante con su vida. Ella admite que Faith inventó el plan con Lily, Nerissa, y las otras prostitutas para chantajear a Georgie y al Hombre Torcido por su libertad, pero Georgie mató a Faith cuando descubrió su plan. Nerissa dejó la cabeza de Faith en los Bosques para involucrar a Bigby, y le dio un falso testimonio para que el Hombre Torcido sea castigado. Ella le asegura a Bigby que ha hecho algo bueno, y que Villa Fábula lo necesita. Yéndose, le comenta a Bigby que no es tan malo como todo el mundo dice que es, causando que Bigby recuerde que Faith dijo lo misma antes de su muerte. Varias conversaciones pasadas con respecto a Faith, Nerissa, y el uso de espejismos pasan por la cabeza de Bigby, que lo llevan a cuestionarse la verdadera identidad de Nerissa y de Faith todas las veces que se encontraron, una táctica que condujo a Bigby involuntariamente a ayudar a completar el plan de Faith. El jugador puede optar por perseguir a Nerissa, o dejarla ir y volver a los Bosques.

## Reconocimientos
The Wolf Among Us fue nominado en la categoría de 'Historia sobresaliente' y 'Juego de Aventura del Año' en la 18° edición de los D.I.C.E. Awards de la Academy of Interactive Arts & Sciences.
El juego también fue nominado a dos premios BAFTA Games Awards en las categorías de 'Historia' y 'Actuación' (Adam Harrington como Bigby Wolf), perdiendo ambas ante The Last of Us: Left Behind.

## Secuela
Cuando The Wolf Among Us fue completado en julio de 2014, Telltale Games tenía pensado en hacer una segunda temporada, pero ya se habían comprometido en los proyectos que condujero a Tales from the Borderlands, Minecraft: Story Mode, y Game of Thrones. La compañía era consciente del gran interés en una segunda temporada a lo largo de los años intermedios y buscaban el momento adecuado para desarrollarla.
Una segunda temporada por nombrar fue anunciada durante la San Diego Comic Con de julio de 2017 y estaba fijada para estrenarse en 2018 para computadoras personales, consolas, y dispositivos móviles. Adam Harrington y Erin Yvette iban a regresar para dar voz a Bigby Wolf y Snow White, respectivamente. Stauffer dijo que la segunda temporada no resolvería el cliffhanger aparente relacionado con la conexión de Nerissa con Faith; dijo que estaba destinado a terminar de manera similar a un trabajo de cine negro que hizo que el espectador pensara en las implicaciones, pero nunca vio esto en sí mismo como un cliffhanger. En cambio, la segunda temporada hubiera continuado con más narrativa relacionada con Bigby y Snow White. En mayo de 2018, Telltale anunció que debido a problemas internos del estudio, tuvieron que retrasar el lanzamiento de la secuela hasta 2019. En septiembre de 2018, Telltale cerró la mayoría del estudio debido a "desafíos insuperables", cancelando la segunda temporada de The Wolf Among Us, entre otros proyectos en desarrollo.
Tras el renacimiento de Telltale por LCG Entertainment, The Wolf Among Us fue una de los títulos de readquiridos por LCG, pero ningún anuncio sobre una secuela fue hecho en ese momento. La compañía anunció The Wolf Among Us 2 en The Game Awards 2019. La secuela continuará los eventos luego del primer juego, aunque se mantendrá como una precuela de la serie de cómics. El juego está siendo desarrollado en asociación con AdHoc Studio, formado por personal anterior de Telltale Games, que se enfocará en la narrativa del juego y los elementos cinemáticos mientras que Telltale implementará el gameplay y otros diseños. En adición al regreso del personal de Telltale, Harrington e Yvette regresarán para dar voz a Bigby and Snow White, y Jared Emerson-Johnson compondrá la música para el juego. El juego está siendo desarrollado en Unreal Engine 5, y será lanzado en un enfoque episódico. Esta secuela se trabajará completamente desde cero, sin usar ninguna de las ideas y trabajo inicial que se había realizado bajo el antiguo estandarte de Telltale antes de su cierre. A diferencia del enfoque del ciclo de desarrollo anterior del antiguo Telltale, donde cada episodio se desarrollaba de manera independiente, todos los episodios de The Wolf Among Us 2 están siendo desarrollados de manera simultánea. Se espera que el juego sea lanzado entre mediados y finales de 2025.